# Behdad Salimi
Behdad Salimi Kordasiabi (persa: بهداد كردآسیابی سلیمی, nacido el 8 de diciembre de 1989 en Qaem Shahr) es un levantador de pesas iraní en la categoría de 105 kg. En 2016 consiguió el récord mundial en arranque con 216 kg en su categoría de peso.

## Carrera
En el Campeonato Mundial de Halterofilia 2010, ganó la medalla de oro en la categoría de 105 kg. Salimi ganó el oro de nuevo en la categoría de 105 kg en los Juegos Asiáticos de 2010 con unos 205 kg de arranque y unos 235 kg de envión.
Salimi ganó la medalla de oro en el Campeonato Mundial de Levantamiento de Pesas 2011 en París, Francia el 13 de noviembre de 2011 y estableció un nuevo récord mundial de arranque de 214 kg.
Salimi se convirtió en el medallista de oro olímpico de 2012 en la categoría de 105 kg el 7 de agosto de 2012 con unos 208 kg de arranque, y 247 kg de envión para un total de 455 kg.

## Palmarés
| Year                        | Lugar                     | Peso             | Récord (kg) / Ranking | Récord (kg) / Ranking | Récord (kg) / Ranking |
| Year                        | Lugar                     | Peso             | Snatch                | Cl&Jerk               | Total                 |
| Juegos Olímpicos            | Juegos Olímpicos          | Juegos Olímpicos | Juegos Olímpicos      | Juegos Olímpicos      | Juegos Olímpicos      |
| --------------------------- | ------------------------- | ---------------- | --------------------- | --------------------- | --------------------- |
| 2012                        | Londres, Inglaterra       | +105 kg          | 208 / 2               | 247 / 1               | 455 /                 |
| World Championships         |                           |                  |                       |                       |                       |
| 2010                        | Antalya, Turquía          | +105 kg          | 208 /                 | 245 /                 | 453 /                 |
| 2011                        | París, Francia            | +105 kg          | 214 WR /              | 250 /                 | 464 /                 |
| Juegos Asiáticos            |                           |                  |                       |                       |                       |
| 2010                        | Guangzhou, China          | +105 kg          | 205 GR / 1            | 235 / 2               | 440 /                 |
| 2014                        | Incheon, Corea del Sur    | +105 kg          | 210 GR / 1            | 255 GR / 1            | 465 GR /              |
| Campeonato Asiático         |                           |                  |                       |                       |                       |
| 2009                        | Taldykorgan, Kazajistán   | +105 kg          | 190 /                 | 231 /                 | 421 /                 |
| 2011                        | Tongling, China           | +105 kg          | 208 /                 | 250 /                 | 458 /                 |
| 2012                        | Pyeongtaek, Corea del Sur | +105 kg          | 206 /                 | 245 /                 | 451 /                 |
| Campeonato Mundial Juvenil  |                           |                  |                       |                       |                       |
| 2008                        | Cali, Colombia            | +105 kg          | 186 /                 | 220 /                 | 406 /                 |
| 2009                        | Bucarest, Rumania         | +105 kg          | 195 /                 | 228 /                 | 423 /                 |
| Campeonato Juvenil Asiático |                           |                  |                       |                       |                       |
| 2008                        | Jeonju, Corea del Sur     | +105 kg          | 185 /                 | 222 /                 | 407 /                 |